# Gunnar Andersson (politiker)
Sven Gunnar Andersson, född 18 februari 1896 i Borgå, död 1 januari 1956 i Helsingfors, var en finländsk politiker och fackföreningsman. 
Andersson, var ursprungligen metallarbetare, anslöt sig till socialdemokratiska partiet 1916, var sekreterare i Finlands svenska arbetarförbund 1929–1940 och därefter svensk ombudsman i Metallarbetarförbundet. Han var ledamot av Finlands riksdag 1933–1951 och medlem av socialdemokratiska partistyrelsen 1935–1944. Han tillhörde den så kallade fredsoppositionen under fortsättningskriget.